# Obwodnica południowo-wschodnia Legnicy
Obwodnica południowo-wschodnia Legnicy – droga omijająca częściowo miasto Legnica od wschodu. Będzie stanowić wraz z obwodnicą zachodnią fragment drogi krajowej nr 94 od skrzyżowania ulic Sikorskiego i Wrocławskiej w Legnicy do skrzyżowania ulic Chojnowskiej i obwodnicy zachodniej, która ominie centrum miasta. 
Przy rondzie Bitwy Legnickiej obwodnica południowo-wschodnia będzie wpadać do obwodnicy zachodniej na ulicy Jaworzyńskiej gdzie skrzyżuje się z trasą europejską E65.

## Stan obecny
Według stanu na sierpień 2019 r. istnieje zbudowany od nowa fragment ulicy Gniewomierskiej, który będzie stanowił część obwodnicy.
| Etap | Odcinek                                                           | Długość (km) | Okres realizacji | Data otwarcia |
| ---- | ----------------------------------------------------------------- | ------------ | ---------------- | ------------- |
| I    | rondo Bitwy Legnickiej/Jaworzyńska – Gniewomierska/trasa kolejowa | 1,5          | 2008–2009        | 16.11.2009    |

Według informacji podanych w roku 2018, obwodnica ma być wspólną inwestycją Generalnej Dyrekcji Dróg Krajowych i Autostrad oraz gminy Legnica. Według cen z 2018 r. inwestycja miała kosztować 110 mln złotych, w tym 30 mln wkładu gminy Legnica.

## Plany
Docelowo, na obwodnicę południowo-wschodnią – planowany do realizacji w 2013 r. nowy odcinek od ronda Bitwy Legnickiej do skrzyżowania ulic Sikorskiego i Wrocławskiej w Legnicy – przeniesiony ma zostać również miejski przebieg drogi krajowej nr 94 – trasy alternatywnej dla autostrady A4 po wprowadzeniu opłat na całej jej długości.